# Texosporium
Texosporium — рід грибів родини Caliciaceae. Назва вперше опублікована 1968 року.

## Класифікація
До роду Texosporium відносять 2 види:
- Texosporium sancti-jacobi
- Texosporium sancti-jacobi